# Chemin de fer des Chanteraines
Pour les articles homonymes, voir CFC.
Le Chemin de fer des Chanteraines (ou CFC) est une ligne de chemin de fer à voie étroite de 600 mm, construite à la suite de l'ouverture du parc des Chanteraines. Elle relie la station Les Tilliers RER, en correspondance avec la gare de Gennevilliers, à celle des Vallons.

## Histoire
- Début des années 1970 : décision de la création du parc départemental des Chanteraines par le conseil général des Hauts-de-Seine, grâce à l'instigation de Roger Prévot, maire de Villeneuve-la-Garenne et, à l'époque, vice-président du conseil général.
- 1981 : mise en service de la ligne entre le Pont d'Épinay (aujourd'hui Les Mariniers) et le Passage de Verdure situé au-dessus de l'autoroute A86, soit une distance de 3,1 kilomètres.
- Printemps 1984 : reprise de l'exploitation de la ligne ainsi que de l'entretien de la voie et du matériel roulant, par l'association du Chemin de fer des Chanteraines dans le cadre d'une convention avec le conseil général des Hauts-de-Seine.
- Juillet 1991 : extension du parc permettant le prolongement de la ligne jusqu'au nouveau terminus Les Tilliers RER, en correspondance avec le RER C. À l'occasion de ce prolongement, un deuxième dépôt est créé à côté du premier.
- Octobre 2009 : accueil, par le CFC, de la 19e rencontre internationale des chemins de fer à voie étroite.
- Saison 2010 : limitation de la ligne au parcours Les Fiancés - Les Tilliers RER, pour cause de travaux dans le secteur des Mariniers.
- Saison 2012 : rétablissement de la ligne complète après renouvellement de la voie dans le secteur des Mariniers.
- Saison 2014 : les samedi 17 et dimanche 18 mai 2014, l'association du Chemin de fer des Chanteraines a fêté ses 30 ans[1].
- Saison 2024 : lors du long week-end de l'Ascension (les 9, 10, 11 et 12 mai 2024), l'association du Chemin de fer des Chanteraines a fêté ses 40 ans.

## Infrastructure

### La ligne
Le Chemin de fer des Chanteraines n'est pas électrifié.

### Les terminus réguliers
La ligne compte cinq gares dont trois terminus réguliers :
- Les Tilliers RER, anciennement Gennevilliers RER : cette gare est le terminus sud de la ligne, en correspondance avec la gare de Gennevilliers. Elle est composée de deux voies encadrant un quai ainsi que d'une voie supplémentaire dépourvue de quai qui sert aux manœuvres de changement de tête des locomotives et d'une plaque tournante dans le prolongement des voies ;
- L’Étang, anciennement Petit Lac : cet évitement est constitué de deux voies encadrant un quai ;
- La Ferme : cette gare, composée de deux voies encadrant un quai, est le terminus en début et fin de service pour l'accès au dépôt. C'est la seule gare de la ligne qui possède un bâtiment voyageurs, dans lequel se trouve le guichet permettant l'achat de billets ;
- Les Fiancés : cette gare, anciennement appelée Pompidou, est constituée de deux voies encadrant un quai ;
- Les Mariniers : cette station fût construite en 2023 pendant les grands travaux de voirie sur le réseau. Elle sert à régulariser le trafic sur la partie nord, et équilibrer le temps de parcours sur l'ensemble de la ligne.
- Les Vallons : cette gare, anciennement appelée Les Mariniers (jusqu'en 2023), Pont d'Épinay, est le terminus nord de la ligne. Elle est constituée de deux voies dont une à quai, la seconde servant au retour des machines lors de la remise en tête, ainsi que d'une plaque tournante dans le prolongement des voies desservant une courte impasse où peut stationner un wagonnet.

## Liste des gares

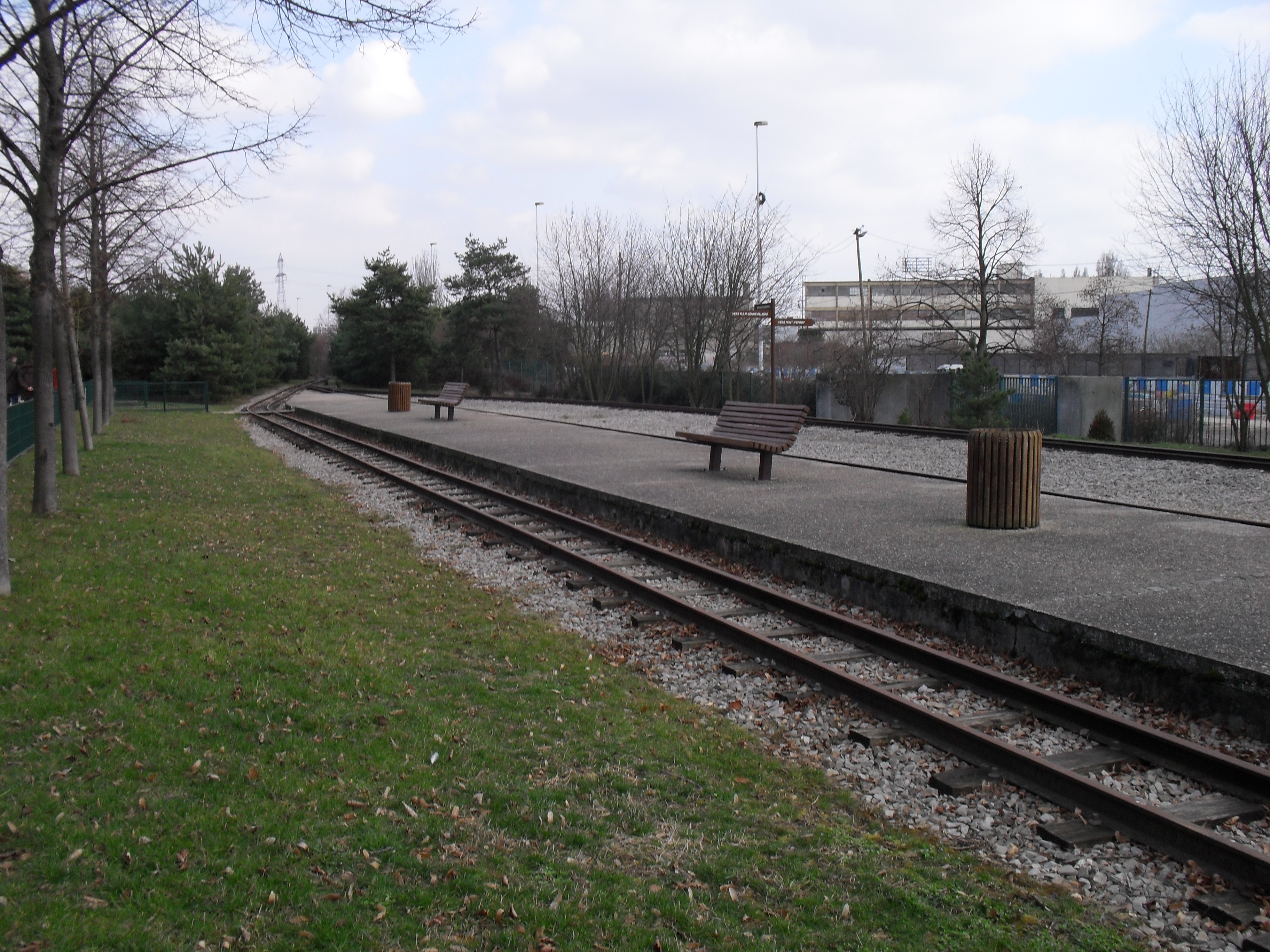
Quai de la gare Les Tilliers RER.

La ligne dessert six stations, dans le Parc des Chanteraines.
|  |   |  | km   | Gare               | Communes desservies   | Correspondances                                  |
|  | - |  | ---- | ------------------ | --------------------- | ------------------------------------------------ |
|  | • |  | 0,00 | Les Mariniers      | Gennevilliers         |                                                  |
|  | • |  | 1,66 | Les Fiancés        | Villeneuve-la-Garenne |                                                  |
|  | • |  | 2,40 | La Ferme           | Villeneuve-la-Garenne |                                                  |
|  | • |  | 3,13 | Passage de Verdure | Villeneuve-la-Garenne |                                                  |
|  | • |  | 3,88 | L'Etang            | Gennevilliers         | Correspondance à la station Chemin des Reniers : |
|  | • |  | 4,53 | Les Tilliers RER   | Gennevilliers         | Correspondance à la Gare de Gennevilliers :      |

Les gares en gras servent de départ ou de terminus à certaines missions.

## Exploitation
La ligne est entièrement exploitée par l'association du Chemin de fer des Chanteraines.

### Plan de transport de la ligne

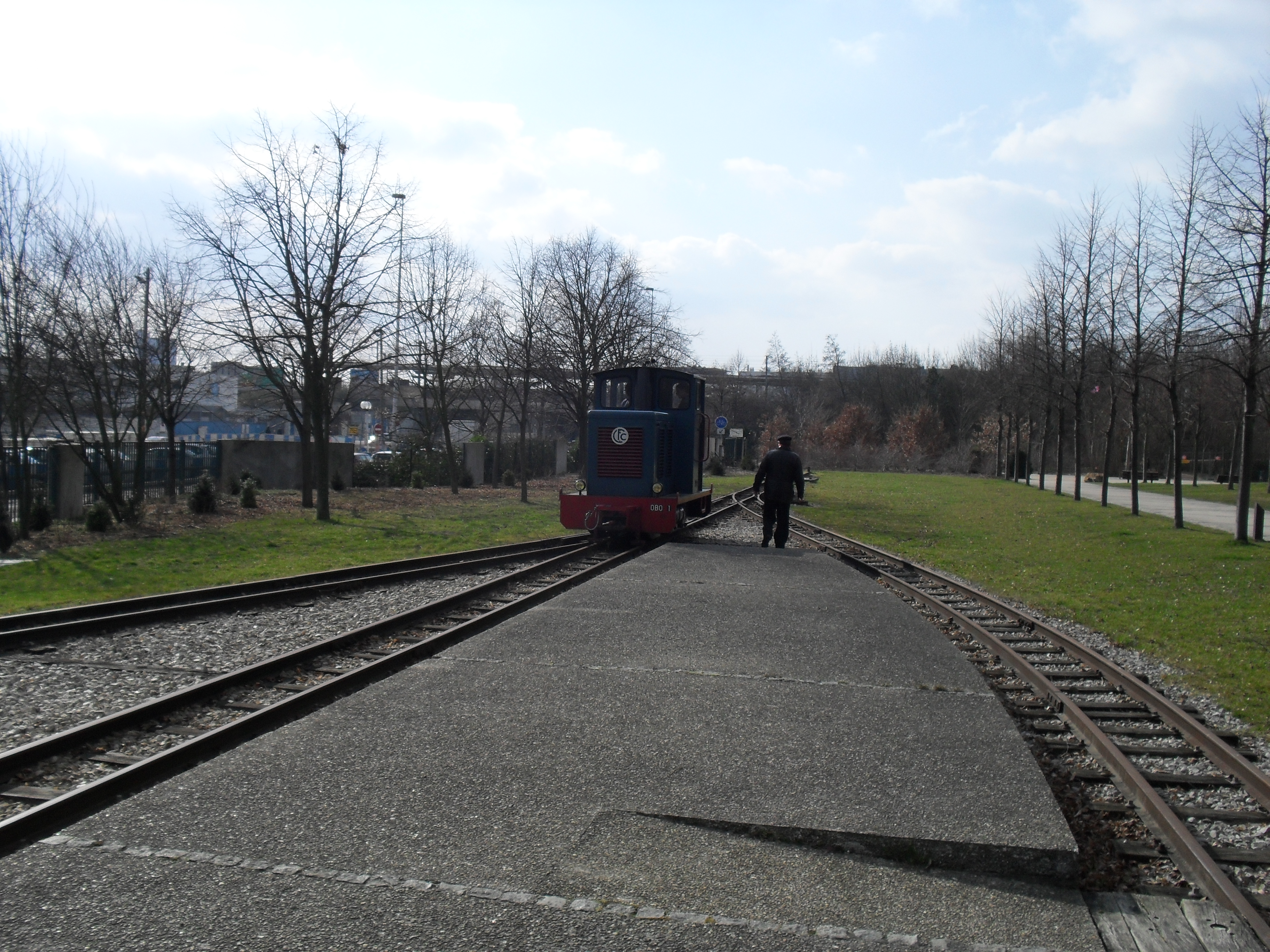
Locomotive diesel en cours de manœuvre de changement de sens.

Le service de la ligne est assuré par des trains tractés par des locomotives à vapeur et diesel, du mois de mars au mois d'octobre, de 15 h à 18 h, voire 19 h, les dimanches et fêtes. En outre, il est prévu que : 
- les mercredis, samedis, et certains dimanches, un train circule toutes les 70 minutes.
- Tous les dimanches d'avril à septembre et les jours fériés, deux trains circulent toutes les 30 à 60 minutes.
- Sauf impossibilité technique ou météorologique, un train à traction vapeur soit mis en circulation au moins le deuxième dimanche de chaque mois pendant la saison d'exploitation.
- Des circulations, hors saison, ont lieu en fonction de la météorologie.

### Temps de parcours

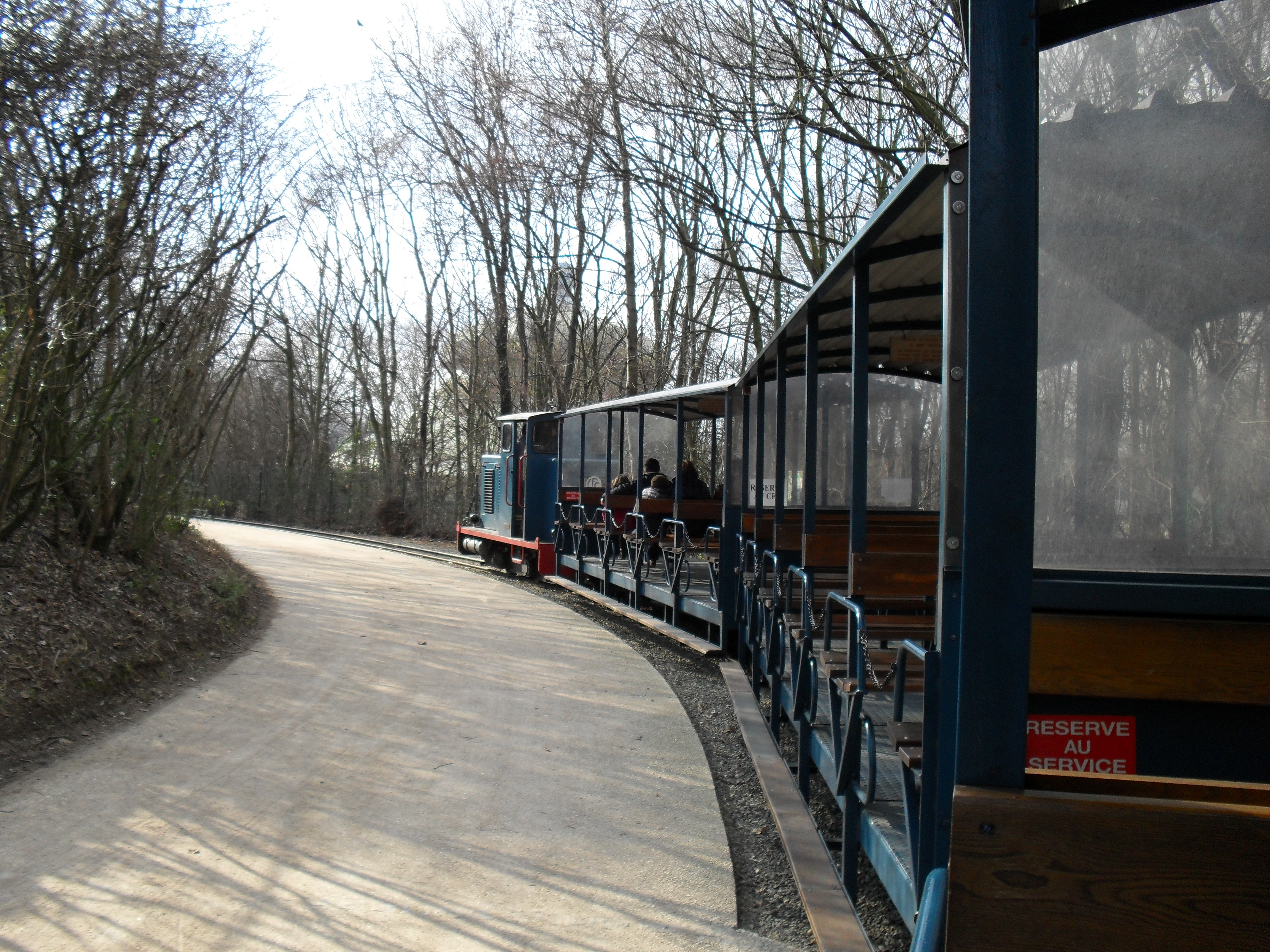
Un train entre La Ferme et Les Fiancés.

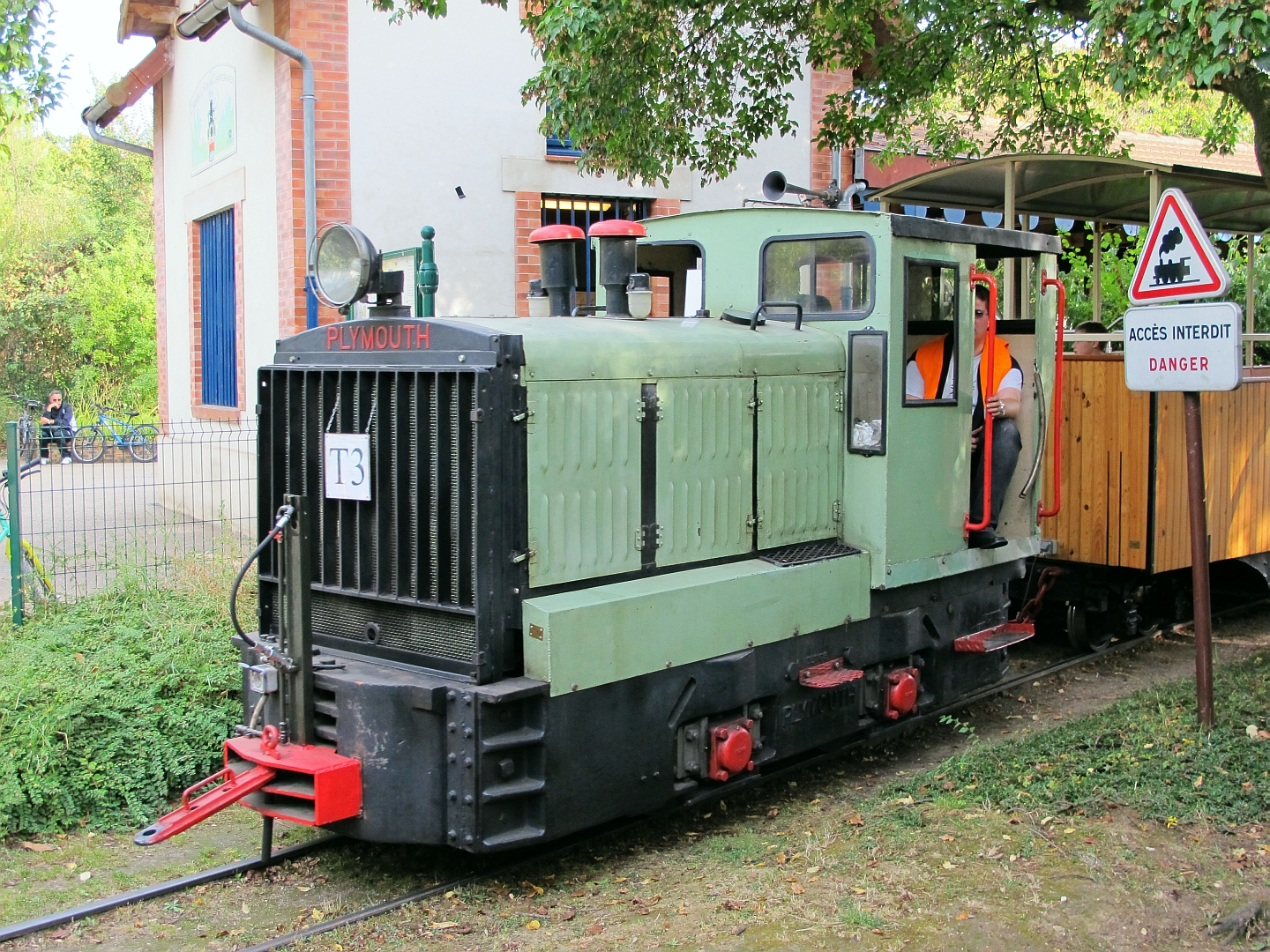
Le locotracteur Plymouth 10 quitte la gare de La Ferme.

Les temps de parcours sont donnés à titre indicatif et varient selon les trains, le jour de fonctionnement et surtout selon le nombre de voyageurs souhaitant emprunter le train. Ils peuvent aussi évoluer en cas de retards dus à des événements imprévus.
La desserte touristique assurée sur la ligne permet de relier Les Tilliers RER à :
- la gare L'Etang en 5[3] à 8[4] minutes ;
- la gare Passage de Verdure en 10[3] à 16[4] minutes ;
- la gare La Ferme en 15[3] à 24[4] minutes ;
- la gare Les Fiancés en 25[3] à 32[4] minutes ;
- la gare Les Mariniers en 30[3] à 48[4] minutes.

Toutefois, on constate que le temps de parcours réel est moindre que celui affiché : par exemple, l'inter-gares Les Tilliers RER - L'Étang s'effectue en seulement trois minutes. Ainsi, on peut estimer que les horaires indiqués sont élaborés en fonction du nombre de personnes susceptibles d'emprunter le train, car il n'y a qu'un seul contrôleur à bord. Ainsi, la fréquentation le dimanche est généralement supérieure à celle du mercredi ou du samedi, d'où le nombre de trains en circulation plus important et le temps de parcours plus élevé.

### Tarification et financement (2025)
L'achat des billets peut s'effectuer : soit au guichet de la gare de La Ferme, ouvert à partir de 14h45 lorsque le train circule ; soit directement à bord des trains, auprès du contrôleur. Le règlement peut s'effectuer en espèces (prévoir l'appoint), par carte bancaire, ou par chèque.
Le prix des billets est de :
- 6 euros pour les adultes.
- 3,50 euros pour les enfants. (entre 3 et 12 ans accompagnés).
- Gratuité pour les enfants de moins de 3 ans accompagnés.
- 16,50 euros pour les familles (2 adultes + 2 enfants payants).
- Pour les groupes de 10 personnes ou plus : 3,40 euros par personne.

Par ailleurs, il est possible de réserver un train spécial effectuant :
- soit le tour complet du parc, c'est-à-dire un trajet de 10 km (durée : 1h environ), au tarif forfaitaire de 180 euros pour un train à traction diesel ou électrique, et de 400 euros pour un train à traction vapeur ;
- soit un tour partiel, c'est-à-dire un trajet de 5 km (durée : 35 minutes environ), au tarif forfaitaire de 100 euros, pour un train à traction diesel ou électrique uniquement.

Le financement du fonctionnement de la ligne (entretien, matériel et charges de personnel) est assuré par l'association du Chemin de fer des Chanteraines, avec l'assistance du Conseil départemental des Hauts-de-Seine.

## Matériels roulants
Les listes suivantes ne sont pas exhaustives et devront être complétées ou actualisées au fil du temps (dernière actualisation en juin 2025).

### Locomotives à vapeur
| Photo | Type   | Numéro CFC | Constructeur et date     | Numéro constructeur | État actuel                                           | Origine et informations techniques |
| ----- | ------ | ---------- | ------------------------ | ------------------- | ----------------------------------------------------- | --- |
|       | 0-2-0T | 3          | Decauville, 1914         | no 876              | opérationnel                                          | - Locomotive surnommée "Vincent". - Acquise en 2003. - 3,6 m, 5,5 t (6,7 t en ordre de marche), vitesse maximum : 00 km/h (35 ch). - Timbre chaudière : 12 kg/cm². - Capacité de la soute à charbon : 300 kg. - Capacité de la soute à eau : 1 000 L (1 m3). |
|       | 0-3-0T | 6          | Decauville, 1920         | no 1770             | hors service (en attente de réparation)               | - Locomotive surnommée "Chanteraine". - Acquise en 1987. - 4,6 m, 8 t (10,5 t en ordre de marche), vitesse maximum : 20 km/h (60 ch). - Timbre chaudière : 12 kg/cm². - Capacité de la soute à charbon : 600 kg. - Capacité de la soute à eau : 1 150 L (1,1 m3). Classé MH (2003) |
|       | 0-2-0T | 12         | Orenstein & Koppel, 1905 | no 1627             | opérationnel                                          | - Locomotive surnommée "Bertha". - Acquise le 23.05.1992. - 4,2 m, 6,5 t (7,5 t en ordre de marche), vitesse maximum : 00 km/h. - Timbre chaudière : 12 kg/cm². - Capacité de la soute à charbon : 390 kg. - Capacité de la soute à eau : 550 L. |
|       | 0-2-0T | 13         | Decauville/Borsig, 1911  | no 8069             | hors service (en attente d'une restauration complète) | - Locomotive surnommée "Tabamar". - Acquise le 11.04.1994. - 4,4 m, 0,0 t (0,0 t en ordre de marche), vitesse maximum : 00 km/h. - Timbre chaudière : 12 kg/cm². - Capacité de la soute à charbon : 000 kg. - Capacité de la soute à eau : 0 000 L (0,0 m3). |
|       | 0-2-0T | 18         | Decauville, 1914         | no 869              | hors service (en attente de réparation)               | - Locomotive surnommée "La Bouillote". - Acquise en 2001. - 4,7 m, 5 t (6,7 t en ordre de marche), vitesse maximum : 00 km/h (35 ch). - Timbre chaudière : 12 kg/cm². - Capacité de la soute à charbon : 300 kg. - Capacité de la soute à eau : 1 000 L (1 m3). Classé MH (2005). |
|       | 0-3-0T | 19         | Orenstein & Koppel, 1914 | no 7429             | opérationnel                                          | - Locomotive surnommée "Camille". - Acquise en 2001. - 4,5 m, 7,5 t (10 t en ordre de marche), vitesse maximum : 00 km/h (50 ch). - Timbre chaudière : 12 kg/cm². - Capacité de la soute à charbon : 460 kg. - Capacité de la soute à eau : 1 020 L (1 m3). Classé MH (2005) |
|       | 0-2-0T | 27         | CFC, 2016                |                     | opérationnel                                          | - Locomotive à chaudière verticale surnommée : "Stoker". - Locomotive construite de façon artisanale par l'association. - Chaudière neuve. - Moteur à vapeur provenant du stoker d'une 141R. - 0,0 m, 0,0 t (00 t en ordre de marche), vitesse maximum : 00 km/h (00 ch). - Timbre chaudière : 00 kg/cm². - Capacité de la soute à charbon : 000 kg. - Capacité de la soute à eau : 0 000 L (0 m3). |
|       | 0-2-0T |            |                          |                     | hors service (en attente d'une restauration complète) | - Locomotive à chaudière verticale surnommée : "Jeanne". - Locomotives construite par un particulier - Acquise[Quand ?](année[Laquelle ?]) - 0,0 m, 0,0 t (0,0 t en ordre de marche), vitesse maximum : 00 km/h (00 ch). - Timbre chaudière : 00 kg/cm². - Capacité de la soute à charbon : 000 kg. - Capacité de la soute à eau : 0 000 L (0 m3).                                                  |
|       | 0-2-0T |            |                          |                     | hors service (en attente d'une restauration complète) | - Locomotive à chaudière verticale surnommée : "Fuji". - Locomotives construite par un particulier disposant d'un moteur de bateau à vapeur. - Acquise en 2019 - 0,0 m, 0,0 t (0,0 t en ordre de marche), vitesse maximum : 00 km/h (00 ch). - Timbre chaudière : 00 kg/cm². - Capacité de la soute à charbon : 000 kg. - Capacité de la soute à eau : 0 000 L (0 m3).                              |
|       |        |            |                          |                     |                                                       | |

### Locotracteurs diesel
| Photo | Type               | Numéro CFC       | Constructeur et date              | État actuel                                      | Origine et informations techniques |
| ----- | ------------------ | ---------------- | --------------------------------- | ------------------------------------------------ | --- |
|       | diesel-hydraulique | OBO-01 & 02      | Socofer, 1981                     | opérationnel                                     | - 4,4 m, 7,5 t, vitesse maximum : 16 km/h. - Moteur Deutz F4L de 57 ch. |
|       |                    | 04               | Decauville, 1933                  | opérationnel                                     | - Numéro du constructeur : no 643. - 3,1 m, 2,2 t, vitesse maximum : 00 km/h. - Moteur CLM monocylindre de 10 ch. Classé MH (2011) |
|       |                    | 05               | Campagne, 1952                    | opérationnel                                     | - Acquis le 29.11.1986. - Numéro du constructeur : no 4075. - 3,5 m, 4 t, vitesse maximum : 16 km/h. - Moteur Deutz F3L 912 de 42,5 ch. |
|       | DLD                | 07               | Plymouth, 1946                    | opérationnel                                     | - Acquis le 20.06.1990. - 4 m, 8 t, vitesse maximum : 25 km/h. - Moteur Deutz F6L 413V de 125 ch. |
|       | DHD                | 08               | Plymouth, 1946                    | hors service                                     | - Acquis le 20.06.1990. - 4 m, 8 t, vitesse maximum : 25 km/h. - Moteur Deutz F6L 413V de 122 ch. |
|       | DLD                | 09 dit "Gilbert" | Plymouth, 1946                    | opérationnel                                     | - Acquis le 20.06.1990. - 4 m, 8 t, vitesse maximum : 25 km/h. - Moteur Deutz F6L 714 de 105 ch. |
|       | DLD                | 10               | Plymouth, 1946                    | opérationnel                                     | - Acquis le 20.06.1990. - 4 m, 8 t, vitesse maximum : 25 km/h. - Moteur Deutz F6L 413V de 113 ch. |
|       |                    | 11 (type LD1)    | Orenstein & Koppel, date inconnue | opérationnel                                     | - 2,5 m, 2,1 t, vitesse maximum : 00 km/h. - Moteur diesel MAN à deux cylindres. |
|       | LO 20              | 14               | Schöma (de), 1940                 | hors service (en cours de restauration complète) | - Numéro du constructeur : no 541. - 2,8 m, 3,7 t, vitesse maximum : 00 km/h. - Moteur diesel à deux cylindres. - Ce locotracteur a conservé son moteur diesel deux temps SELVE d'origine (il ne reste que deux exemplaires connus en état de marche). |
|       |                    | 16               | CFC, date inconnue                | situation inconnue                               | - Locotracteur construit de façon artisanale - 4 m, 00 t, vitesse maximum : 00 km/h. - Moteur Hercules de 4 cylindres. - Sa fabrication autour d’un groupe électrogène alimenté par un moteur à essence Hercule est tout à fait inhabituelle. Son constructeur avait même installé un compresseur et un réservoir d’air.                                      |
|       |                    | 17               | Gmeinder (en), date inconnue      | hors service (en cours de restauration complète) | - 2,6 m, 3,5 t (en ordre de marche), vitesse maximum : 00 km/h. - Moteur diesel monocylindre. |
|       | ZL 114             | 20               | Arnold Jung (en), 1937            | hors service (en cours de restauration complète) | - Acquis en 2001. - Numéro du constructeur : no 7604. - 2,2 m, 5,4 t, vitesse maximum : 15 km/h. - Moteur diesel deux cylindres à volant d’inertie de 24 ch. |
|       |                    | 21               | CFC, date inconnue                | opérationnel                                     | - Acquis en octobre 2004 puis restauré. - Locotracteur construit de façon artisanale par l'association sur base de châssis (des années 50) de type JW 15 construit par la société CACL ex Jules Weitz (Chantiers et Atelier de Construction de Lyon). - 3,9 m, 00 t, vitesse maximum : 15 km/h. - Moteur 4 cylindres UNIC type MZ32, refroidissement par eau. |

### Locotracteurs électriques
| Photo | Type | Numéro CFC    | Constructeur et date | État actuel  | Origine et informations techniques |
| ----- | ---- | ------------- | -------------------- | ------------ | --- |
|       |      | e OBO-01 & 02 | CFD, 2023            | opérationnel | - Arrivés au CFC le 22 mars 2023. - 0,0 m, 0,0 t, vitesse maximum : 16 km/h. - Moteur à accumulateurs électrique (batteries lithium). - Ces locotracteurs sont équipés de freins à air. |

### Voitures à voyageurs
| Photo | Type                                            | Numéro CFC  | Constructeur et date          | État actuel  | Origine et informations techniques |
| ----- | ----------------------------------------------- | ----------- | ----------------------------- | ------------ | --- |
|       | baladeuse à deux bogies                         | V-1 à V-6   | Socofer, date inconnue        | opérationnel | - 8 m, 2,5 t, vitesse maximum : 00 km/h. - 40 places assises par voiture (240 places assises au total). - Ses voitures sont équipées de l'attelage "Rockinger" et du frein à air. |
|       | baladeuse à deux essieux (dite "du Père Noël")  | V-7 à V-9   | constructeur et date inconnue | opérationnel | - 2,5 m, 300 kg, vitesse maximum : 00 km/h. - 6 places assises par voiture (18 places assises au total). - Ses voitures sont équipées de freins à sabots. |
|       | voiture "salon" à deux bogies                   | V-10        | CFC, date inconnue            | opérationnel | - Voiture entièrement construite par l'association (en collaboration avec le Lycée d'enseignement professionnel de l'automobile Charles Petiet à Villeneuve-la-Garenne). - 8,1 m, 3,5 t, vitesse maximum : 00 km/h. - 00 places assises. - Cette voiture est équipée de freins à air. |
|       | petite voiture "salon" à deux essieux           | V-11        | Decauville/CFC, date inconnue | opérationnel | - Construite sur base d'un châssis freiné Decauville des années 1920. Aménagé en voiture salon. - 3 m, 1 t, vitesse maximum : 00 km/h. - 4 places assises. - Cette voiture est équipée de freins à sabots.                                                                            |
|       | voiture "baignoire" à deux essieux              | V-12 à V-14 | De Dietrich/CFC, 1914         | opérationnel | - Voitures construites à partir de plates-formes Péchot. - 6 m, 3,5 t, vitesse maximum : 00 km/h. - 20 places assises par voiture (60 places assises au total). - Ces voitures sont équipées de freins à air.                                                                         |
|       | voiture "fermée" à deux bogies                  | V-15        | Decauville/CFC, 1916          | opérationnel | - Construite à partir d'une plate-forme Decauville de 1916. - 7,2 m, 3,5 t, vitesse maximum : 00 km/h. - 20 places assises. - Cette voiture est équipée de freins à air. |
|       | baladeuse à deux bogies                         | V-16 & V-17 | De Dietrich/CFC, 1914         | opérationnel | - Baladeuses construites à partir de plates-formes Péchot. - 6 m, 3,5 t, vitesse maximum : 00 km/h. - 22 places assises par voiture (44 places assises au total). - Ces voitures sont équipées de freins à air.                                                                       |
|       | baladeuse à deux essieux et bancs longitudinaux | V-18 & V-19 | Feldbahn (en), date inconnue  | opérationnel | - 3 m, 500 kg, vitesse maximum : 00 km/h. - 10 places assises par voiture (20 places assises au total). - Ces voitures sont équipées de freins à sabots. |

### Wagons de marchandises
| Photo | Type                                                         | Numéro CFC  | Constructeur et date      | État actuel        | Origine et informations techniques |
| ----- | ------------------------------------------------------------ | ----------- | ------------------------- | ------------------ | --- |
|       | wagon plat à deux essieux                                    | W-1         | CFC, date inconnue        | opérationnel       | - 2,5 m, 00 t. - Ce wagon a été entièrement conçu et réalisé par l’équipe du CFC et constitue le parc de travail et de secours sur la voie.                                                                                     |
|       | wagon atelier à deux essieux                                 | W-2         | CFC, date inconnue        | opérationnel       | - 3,4 m, 1 t. - Ce wagon a été entièrement conçu et réalisé par l’équipe du CFC et constitue le parc de travail et de secours sur la voie.                                                                                      |
|       | wagons à benne basculante à deux essieux 26D type 1925       | W-3 à W-5   | Decauville, 1925          | opérationnel       | - 2,1 m, 1,5 t. - Capacité de stockage : 1 500 L (1,5 m3). - Ex-Etablissements LAMBERT à Montebourg (Manche) utilisées pour le ravitaillement en charbon en ligne.                                                              |
|       | wagon tombereau à deux essieux                               | W-6         | Decauville, date inconnue | opérationnel       | - 2 m, 1 t. - Capacité de stockage : 4 500 L (4,5 m3). - Ex. no 22263 des Kaolins de Beauvoir (dans l’Allier). - Ce wagon a été équipé d’une passerelle d’élagage.                                                              |
|       | trucs forestiers à fourche pivotante à deux essieux          | L-5 à L-6   | Decauville, date inconnue | opérationnel       | - 00 m, 00 t. - Ex-scierie de Compiègne. |
|       | wagons à benne basculante à deux essieux 26D type “Lorraine” | L-12 à L-14 | Decauville, 1925          | opérationnel       | - 2,1 m, 1,5 t. - Capacité de stockage : 1 500 L (1,5 m3). - Ex-scierie Barillet (Loiret). - Après révision des châssis et boîtes d’essieux, les bennes ont été reconstruites par les élèves du lycée technique Charles Petiet. |
|       | wagon plate-forme à bords rabattables à bogies               |             | Decauville, date inconnue | situation inconnue | - 00 m, 00 t. |

- Divers wagonnets et lorrys (pas d'informations).